# American Factory
American Factory es un documental dirigido por Steven Bognar y Julia Reichert que narra la reapertura de una fábrica abandonada por la empresa General Motors en un pueblo de Ohio, y comprada por la compañía china Fuyao. Este documental fue apoyado para su producción por el expresidente de Estados Unidos Barack Obama y su esposa y ganó el Óscar a mejor documental largo en la entrega del año 2020.